# Замок Хоэнклинген
Замок Хоэнклинген — средневековый замок поблизости от города Штайн-на-Рейне в швейцарском кантоне Шаффхаузен.
Замок находится на скале, сложенной из осадочных пород, на высоте 594 м над уровнем моря, и на 200 м выше, чем Штайн-на-Рейне. Современный вид замка оформился, в целом, в период XIII—XIV вв.

## Название
«Хоэнклинген» (нем. Hohenklingen) произведено от древневерхненемецкого klingo, либо средневерхненемецкого klinge, что означает «горный ручей», «ущелье», или «щумящая вода». Название hohen Clingen ob Stain  впервые встречается в 1327 г. и указывает на образованные ручьями расщелья, объединяющиеся у подножия горы.

## История
История замка тесно связана с историей города Штайн-на-Рейне и расположенного в нём монастыря св. Георгия. Доподлинно известно, что около 1200 года на месте, где сейчас стоит замок, монастырский фогт Вальтер фон Клинген возвёл жилую каменную башню. Но можно также предположить, что уже при Церингенах, бывших ранее фогтами монастыря святого Георгия, на возвышении над городом существовало небольшое укрепление из дерева в виде палисада и, вероятно, смотровая башня, которые после пресечения рода Церингенов были переняты фон Клингенами.
В начале XIV века род Клингенов, называвшихся теперь также Хоэнклингены, разделился на ветви Хоэнклинген-Брандис и Хоэнклинген-Бехбург. Из-за финансовых сложностей Ульрих и Вальтер фон Хоэнклинген-Брандис продали свои доли в замке Австрии в 1359 году, получив его обратно, но теперь в качестве наследного лена. Их наследники, в свою очередь, продали в 1419 году свою половину замка Каспару фон Клингенбергу, владевшему в то время замком Хоэнтвиль; в 1433 году Каспар фон Клингенберг смог приобрести и вторую половину Хоэнклингена.
Уже в 1457 году Клингенберги были вынуждены расстаться с замком за 24500 гульденов; его новым владельцем стал город Штайн-на-Рейне, превративший его вскорости в один из важнейших сигнальных пунктов в оборонительной системе Цюриха, с которым с 1484 года у Штайна был подписан договор о покровительстве и совместных действиях.
Важную военную роль в обороне города замок играл в Швабской войне 1499 года и в Тридцатилетней войне 1618—1648 годов.
В конце XVIII — начале XIX веков Хоэнклинген потерял своё стратегическое значение, и с 1838 года более не использовался как наблюдательный пост; что повлекло постепенный упадок всего сооружения.
Многочисленные попытки продать или передать замок в аренду, как правило, заканчивались неудачей в связи с банкротством возможных покупателей. И лишь обустройство мини-гостиницы и ресторана принесло, наконец, успех.

## Современное использование
Сегодня в замке располагается ресторан и предлагается возможность аренды помещений для частных нужд. Кроме того, возможно бесплатно осмотреть некоторые исторические помещения, и подняться на башню с её незабываемым видом на Рейн. Городское туристическое бюро Штайна-на-Рейне предлагает экскурсии по замку.